# Toporiwci
Toporiwci (ukr. Топорівці) – wieś na Ukrainie, w obwodzie czerniowieckim, w rejonie czerniowieckim. Liczy 4425 mieszkańców.